# De vrouw in het Götakanaal
De vrouw in het Götakanaal (Zweeds: "Roseanna") is een roman van het Zweedse schrijverspaar Sjöwall & Wahlöö. De in 1965 uitgegeven roman is het eerste deel van een serie van 10 politieromans waarin inspecteur Martin Beck de hoofdrol speelt.

## Het verhaal
Bij het uitbaggeren van een schutsluis in het Götakanaal nabij Motala wordt het lichaam van een vrouw gevonden. Martin Beck en zijn collega Kollberg stellen na een lange zoektocht vast dat de vrouw op de toeristische stoomboot Diana meevoer en daar ook verkracht en gewurgd is. Omdat er niemand met het signalement vermist werd, worden alle foto's van de passagiers opgevraagd om een reconstructie van de boottocht te verkrijgen.
Uiteindelijk wordt via Interpol de identiteit van de vrouw vastgesteld; het is de Amerikaanse Roseanna McGraw uit Lincoln. Een bromfietspassagier, Folke Bengtsson, wordt verdachte. Na een, bijna mislukte, uitlokoperatie met een jonge agente, wordt Bengtsson gearresteerd.

## Personages
Martin Beck, Lennart Kollberg, Frederik Melander en Åke Stenström worden in dit eerste deel geïntroduceerd. Tevens maakt de lezer kennis met de vrouw en dochter van Martin Beck. 